# هنري دودغ
هنري دودغ هو سياسي أمريكي، ولد في 12 أكتوبر 1782 في فينسينس في الولايات المتحدة، وتوفي في 19 يونيو 1867 في برلنغتون في الولايات المتحدة. نشط حزبياً في الحزب الديمقراطي.

## مناصب
- انتخب عضو مجلس الشيوخ الأمريكي [الإنجليزية]‏ عن دائرة Wisconsin Class 1 senate seat ‏ وقد انضم خلال فترته النيابية [الإنجليزية]‏ (4 مارس 1855 – 4 مارس 1857) للكتلة البرلمانية الحزب الديمقراطي.
- انتخب عضو مجلس الشيوخ الأمريكي [الإنجليزية]‏ عن دائرة Wisconsin Class 1 senate seat ‏ وقد انضم خلال فترته النيابية [الإنجليزية]‏ (4 مارس 1853 – 4 مارس 1855) للكتلة البرلمانية الحزب الديمقراطي.
- انتخب عضو مجلس الشيوخ الأمريكي [الإنجليزية]‏ عن دائرة Wisconsin Class 1 senate seat ‏ وقد انضم خلال فترته النيابية [الإنجليزية]‏ (4 مارس 1851 – 4 مارس 1853) للكتلة البرلمانية الحزب الديمقراطي.
- انتخب عضو مجلس الشيوخ الأمريكي [الإنجليزية]‏ عن دائرة Wisconsin Class 1 senate seat ‏ وقد انضم خلال فترته النيابية [الإنجليزية]‏ (4 مارس 1849 – 4 مارس 1851) للكتلة البرلمانية الحزب الديمقراطي.
- انتخب عضو مجلس الشيوخ الأمريكي [الإنجليزية]‏ عن دائرة Wisconsin Class 1 senate seat ‏ وقد انضم خلال فترته النيابية [الإنجليزية]‏ (4 مارس 1847 – 4 مارس 1849) للكتلة البرلمانية الحزب الديمقراطي.
- انتخب Governor of Wisconsin Territory ‏ (30 أبريل 1836 – 13 سبتمبر 1841).
- انتخب عضو مجلس النواب الأمريكي عن دائرة Wisconsin Territory's at-large congressional district [الإنجليزية]‏ (4 مارس 1841 – 3 مارس 1845).
- انتخب Governor of Wisconsin Territory ‏ (8 أبريل 1845 – 23 يونيو 1848).
- انتخب عضو مجلس الشيوخ الأمريكي [الإنجليزية]‏ (8 يونيو 1848 – 3 مارس 1857).